# Vitmåra
Vitmåra (Galium boreale) är en växt i familjen måreväxter.

## Beskrivning
Vitmåra växer, till skillnad från de flesta andra måror, på ett upprätt strå. Det kan bli uppåt 5 dm högt. Bladen är smala, och sitter fyra och fyra utefter strået.
Blomningstiden är från juni till september.

## Habitat
I Sverige vanlig från Skåne och norrut till Västerbotten, mer sällan längre norrut.
I Hedmark i Norge (Tron) upp till 1 300 m ö h.
I norra Norge upp till 400 m ö h.

### Utbredningskartor
- Norden
- Norra halvklotet

## Biotop
Gräsmarker, skogsbryn.

## Etymologi
Galium härleds från grekiska gala, som betyder mjölk. Detta kan syfta på att vissa måror har använts som filter vid silning av mjölk. Måror i boskapsbetet anses också befordra god mjölkproduktion.
Boreale är latin och betyder nordlig.

## Användning
Vitmårans torkade och pulvriserade rot kan användas som rött färgämne. Växtfärgämnet "mår-rött" omtalas redan i nordiska folksagor.

## Bygdemål
| Namn     | Trakt                   | Referens | Kommentar |
| -------- | ----------------------- | -------- | --- |
|          |                         |          | |
| Lettgräs | Jämtland, Svenskfinland | [ 3 ]    | Även i bygdemål för andra växter finns många ord, som innehåller ordleden lett eller lit med diverse stavningsvarianter, både som prefix och suffix. Alla dessa ord har med färg i en eller annan form att göra. |
| Litmåra  | Östra Dalarna           | [ 3 ]    | Även i bygdemål för andra växter finns många ord, som innehåller ordleden lett eller lit med diverse stavningsvarianter, både som prefix och suffix. Alla dessa ord har med färg i en eller annan form att göra. |

## Bilder

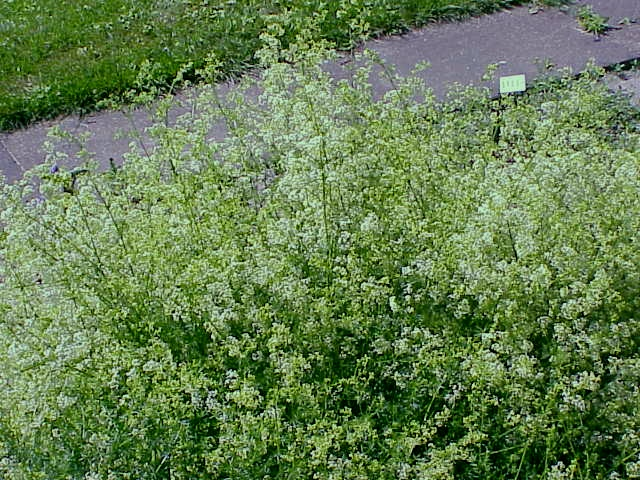
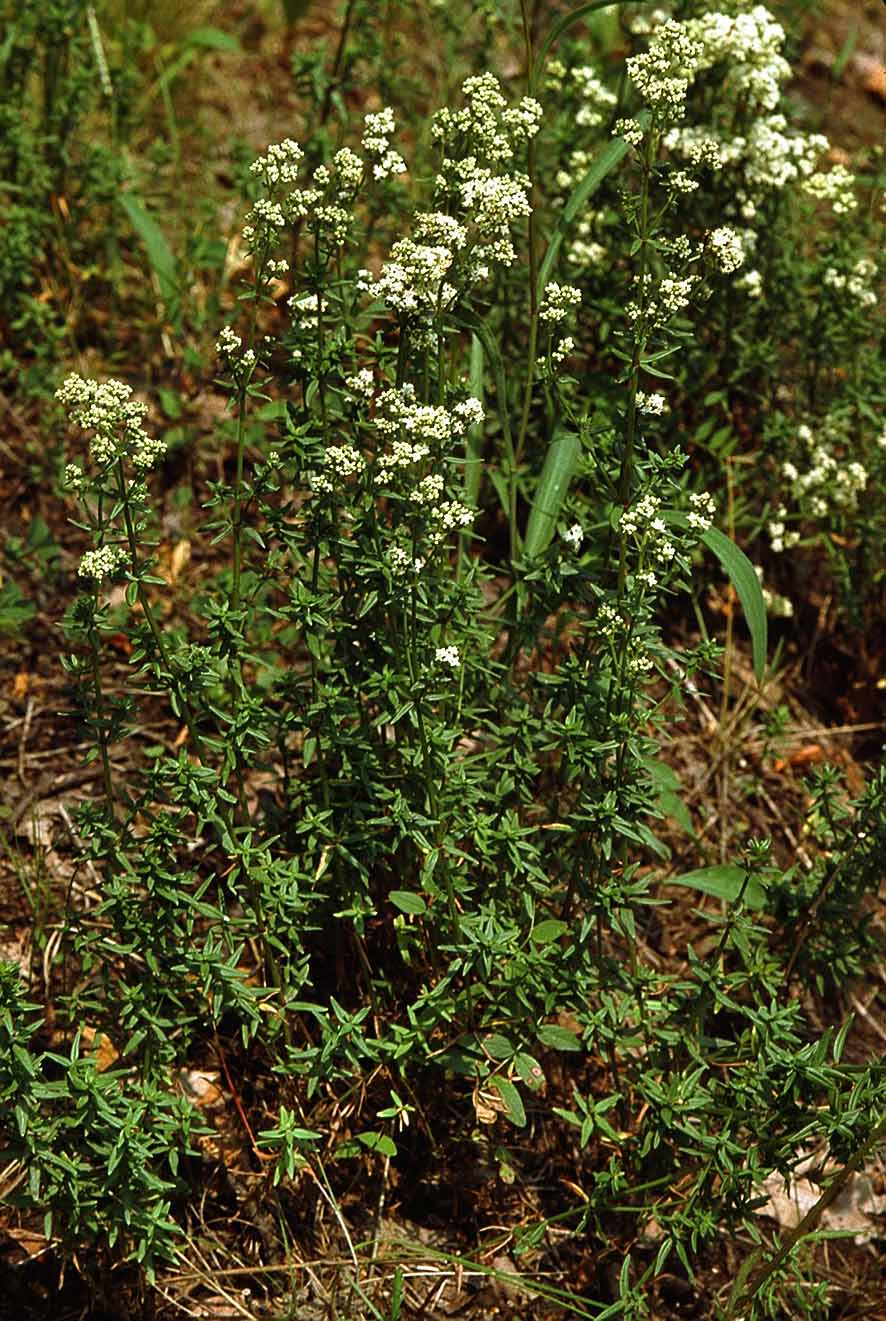
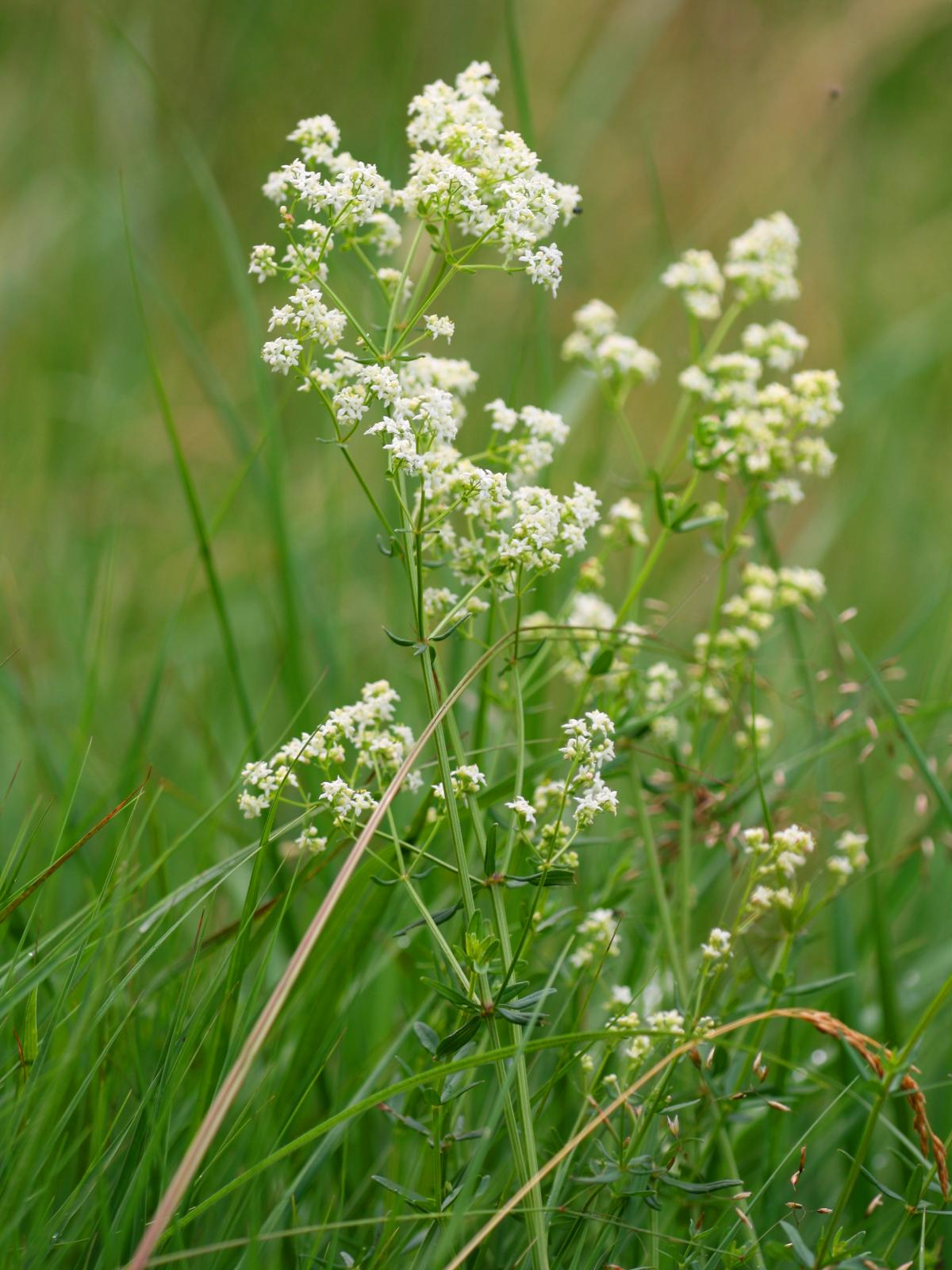